# 社会神经科学
社会神经科学（英语：Social neuroscience）是一门新兴的交叉学科，它的研究目标是了解社会过程和社会行为的生物学机制并且利用生物学的概念和方法来启发和完善社会过程和行为的理论。从根本上来说，人类是一种社会动物。作为一种社会动物，人类创造出了很多个体以外的涌现性组织，即诸如二元关系、家庭、集体、城市、文明和文化这样一些社会结构。这些涌现性组织的产生和发展与支持它们的神经和内分泌机制的产生和发展紧密相连的。其原因在于这些涌现性组织所导致的社会行为帮助个体成功地生存、繁衍和养育后代，所以这些涌现性组织本身能够得以保存并不断繁衍。“社会神经科学”一词的产生可以追溯到 John Cacioppo 和Gary Berntson 于1992年在《美国心理学家》杂志上发表的一篇文章。作为一门年轻的学科，社会神经科学所关注的是大脑如何介导社会交互，并且由于它与情绪神经科学以及认知神经科学有着紧密的联系。

## 概要
社会神经科学探索的是社会过程和社会行为的生物学机制。这个问题被普遍认为是21世纪神经科学所面临的重大挑战之一。社会神经科学利用生物学的概念和方法来推动社会行为科学中有关社会过程及行为的理论的发展。一方面，社会神经科学借助生物学的研究成果来启发和完善社会行为的理论；另一方面，它又通过社会行为科学中的构建和数据来启发和完善神经组织和功能的理论。
在20世纪的大部分时间内，社会解释和生物解释被认为是相互矛盾的两种观点。但是今年来科学技术的发展催生了一个新的整合社会科学和生物科学新领域，即社会神经科学。这一年轻领域认为纵贯社会和生物两大领域的不同水平的组织（例如分子水平、细胞水平、系统水平、个体水平、关系水平、集体水平、社会水平等）之间是相互补充的；并且它强调使用多水平分析来促进对人类心智和行为的背后机制的理解。
社会神经科学用于探索神经过程和社会过程的汇集点的方法包括功能磁共振、跨颅磁刺激、事件相关电位、心电仪、肌电仪、皮肤电导以及局部性脑损伤病人。

## 劝说的社会神经科学
态度和劝说是社会行为研究中所关注的两个中心问题。一个始终没能完全解决的关键问题就是在什么情况下可以通过态度来预测行为。早先研究成果暗示着左前额叶的选择性激活有可能提高态度和行为之间的一致性。通过单侧注意操作，这一观点得到了支持。
早期的一篇研究文章表明前额叶前部的脑电波不对称性可以预测劝说是否能够成功。研究中被试阅读了一些支持他们先前态度的论证以及反对他们先前态度的论证。那些左前额叶活动较为强烈的被试称他们关注的是支持自己态度的论证；而那些右前额叶活动较为强烈的被试则称他们关注的是反对自己态度的论证。这是一个非常经典的防御性抑制的例子。所谓防御性抑制就是回避或遗忘不愉快的信息。研究还表明防御性抑制的特质是与左前额叶的活动相关的。此外，当把负性词语和正性词语呈现给被试时，功能磁共振显示，与负性词相比正性词选择性的激活了左前额叶。
从上述研究可以推出提高劝说成功率的一个办法就是选择性的激活右前额叶。这可以通过对侧单耳刺激很容易地实现。很显然，其效果依赖于选择性注意而不仅仅是刺激的来源。这一操作的导致了预期的结果：来自左边的信息更能够说服人。

## 社会神经科学领域的学术杂志
- 《社会神经科学》 - 新杂志，首期发行时间是2006年3月。
- 《社会认知和情绪神经科学》 （页面存档备份，存于） 新杂志，首期发行时间是2006年6月。
- 《人格与社会心理学杂志》 (JPSP)在2003年10月号上刊登了一个 社会神经科学专栏。
- 《神经心理学》 （页面存档备份，存于） 在2003年发表了一期关于社会神经科学的特刊
- 《认知神经科学杂志》 会不定期地刊登有关社会神经科学的文章，其中包括了在2004年10月发行的一期社会神经科学的特刊[永久]。
- 《神经成像》 （页面存档备份，存于） 在2005年12月号上刊登一个published a 社会神经专栏 （页面存档备份，存于） 。
- 《神经生理学》 （页面存档备份，存于） 发表了很多有关社会神经科学的文章。
- 《生物心理学》 （页面存档备份，存于）会定期的发表社会神经科学的研究。

## 重要文献
- Brune, M., Ribbert, H., & Schiefenhovel, W. (2003). The social brain: Evolution and pathology. Hoboken, NJ: Wiley & Sons Ltd.
- Cacioppo, J.T. (2002). "Social neuroscience: Understanding the pieces fosters understanding the whole and vice versa." American Psychologist, 57, 819-831.
- Cacioppo, J. T., & Berntson, G. G.  (1992).  Social psychological contributions to the decade of the brain:  Doctrine of multilevel analysis.  American Psychologist, 47, 1019-1028.
- Cacioppo, J.T., Berntson, G.G., Sheridan, J.F., & McClintock, M.K. (2000). "Multilevel integrative analyses of human behavior: social neuroscience and the complementing nature of social and biological approaches." Psychological Bulletin, 126, 829-843.
- Cacioppo, John T.; Gary G. Berntson. . Psychology Press. 2004. ISBN 978-1-84169-099-5. 外部链接存在于|publisher=, |title= (帮助)
- Cacioppo, John T.; Penny S. Visser, Cynthia L. Pickett (eds.). . MIT Press. 2005. ISBN 0-262-03335-6.
- Harmon-Jones, E.; P. Winkielman. . Guilford Press. 2007. ISBN 978-1-59385-404-1.
- van Lange, P.A.M. (2006). "Bridging Social Psychology: Benefits of Transdisciplinary Approaches." Mahwah, NJ: Lawrence Erlbaum Associates.